# Yungblud/Diskografie
Diese Diskografie ist eine Übersicht über die musikalischen Werke des britischen Musikers Yungblud. Den Schallplattenauszeichnungen zufolge hat er bisher mehr als 6,1 Millionen Tonträger verkauft, davon alleine in seinem Heimatland über 1,7 Millionen. Seine erfolgreichste Veröffentlichung ist die Single I Think I’m Okay mit Machine Gun Kelly und Travis Barker mit über drei Millionen verkauften Einheiten.

## Alben

### Studioalben
| Jahr | Titel Musiklabel                             | Höchstplatzierung, Gesamtwochen, AuszeichnungChartplatzierungen (Jahr, Titel, Musiklabel, Platzierungen, Wochen, Auszeichnungen, Anmerkungen) | Höchstplatzierung, Gesamtwochen, AuszeichnungChartplatzierungen (Jahr, Titel, Musiklabel, Platzierungen, Wochen, Auszeichnungen, Anmerkungen) | Höchstplatzierung, Gesamtwochen, AuszeichnungChartplatzierungen (Jahr, Titel, Musiklabel, Platzierungen, Wochen, Auszeichnungen, Anmerkungen) | Höchstplatzierung, Gesamtwochen, AuszeichnungChartplatzierungen (Jahr, Titel, Musiklabel, Platzierungen, Wochen, Auszeichnungen, Anmerkungen) | Höchstplatzierung, Gesamtwochen, AuszeichnungChartplatzierungen (Jahr, Titel, Musiklabel, Platzierungen, Wochen, Auszeichnungen, Anmerkungen) | Anmerkungen                                                |
| Jahr | Titel Musiklabel                             | DE | AT | CH | UK | US | Anmerkungen                                                |
| ---- | -------------------------------------------- | --- | --- | --- | --- | --- | ---------------------------------------------------------- |
| 2018 | 21st Century Liability Locomotion Recordings | — | — | — | UK— GoldUK | — | Erstveröffentlichung: 6. Juli 2018 Verkäufe: + 100.000     |
| 2020 | Weird! Locomotion Recordings                 | DE21 (1 Wo.)DE | AT39 (1 Wo.)AT | — | UK1 Gold · (9 Wo.)UK | US75 (1 Wo.)US | Erstveröffentlichung: 4. Dezember 2020 Verkäufe: + 100.000 |
| 2022 | Yungblud Locomotion Recordings               | DE3 (1 Wo.)DE | AT1 (1 Wo.)AT | CH32 (1 Wo.)CH | UK1 Silber · (2 Wo.)UK | US45 (1 Wo.)US | Erstveröffentlichung: 2. September 2022 Verkäufe: + 60.000 |
| 2025 | Idols Locomotion Recordings                  | DE2 (3 Wo.)DE | AT4 (… Wo.)AT | CH13 (… Wo.)CH | UK1 (… Wo.)UK | US73 (1 Wo.)US | Erstveröffentlichung: 20. Juni 2025                        |

### Livealben
- 2019: Yungblud (Live in Atlanta) (Locomotion Records)

### EPs
| Jahr | Titel Musiklabel                           | Höchstplatzierung, Gesamtwochen, AuszeichnungChartplatzierungen (Jahr, Titel, Musiklabel, Platzierungen, Wochen, Auszeichnungen, Anmerkungen) | Höchstplatzierung, Gesamtwochen, AuszeichnungChartplatzierungen (Jahr, Titel, Musiklabel, Platzierungen, Wochen, Auszeichnungen, Anmerkungen) | Höchstplatzierung, Gesamtwochen, AuszeichnungChartplatzierungen (Jahr, Titel, Musiklabel, Platzierungen, Wochen, Auszeichnungen, Anmerkungen) | Höchstplatzierung, Gesamtwochen, AuszeichnungChartplatzierungen (Jahr, Titel, Musiklabel, Platzierungen, Wochen, Auszeichnungen, Anmerkungen) | Höchstplatzierung, Gesamtwochen, AuszeichnungChartplatzierungen (Jahr, Titel, Musiklabel, Platzierungen, Wochen, Auszeichnungen, Anmerkungen) | Anmerkungen                            |
| Jahr | Titel Musiklabel                           | DE | AT | CH | UK | US | Anmerkungen                            |
| ---- | ------------------------------------------ | --- | --- | --- | --- | --- | -------------------------------------- |
| 2019 | The Underrated Youth Locomotion Recordings | DE86 (1 Wo.)DE | AT37 (1 Wo.)AT | — | UK6 (2 Wo.)UK | US187 (1 Wo.)US | Erstveröffentlichung: 18. Oktober 2019 |

Weitere EPs
- 2018: Yungblud (Locomotion Records)
- 2018: Yungblud (Unplugged) (Locomotion Records)
- 2019: A Weird! AF Halloween (Locomotion Records)
- 2021: A Weird! AF Valentine’s Day (Locomotion Records)
- 2021: Hi! Nice to Meet Ya (Locomotion Records)

## Singles

### Als Leadmusiker
| Jahr | Titel Album                      | Höchstplatzierung, Gesamtwochen, AuszeichnungChartplatzierungen (Jahr, Titel, Album, Platzierungen, Wochen, Auszeichnungen, Anmerkungen) | Höchstplatzierung, Gesamtwochen, AuszeichnungChartplatzierungen (Jahr, Titel, Album, Platzierungen, Wochen, Auszeichnungen, Anmerkungen) | Höchstplatzierung, Gesamtwochen, AuszeichnungChartplatzierungen (Jahr, Titel, Album, Platzierungen, Wochen, Auszeichnungen, Anmerkungen) | Höchstplatzierung, Gesamtwochen, AuszeichnungChartplatzierungen (Jahr, Titel, Album, Platzierungen, Wochen, Auszeichnungen, Anmerkungen) | Höchstplatzierung, Gesamtwochen, AuszeichnungChartplatzierungen (Jahr, Titel, Album, Platzierungen, Wochen, Auszeichnungen, Anmerkungen) | Höchstplatzierung, Gesamtwochen, AuszeichnungChartplatzierungen (Jahr, Titel, Album, Platzierungen, Wochen, Auszeichnungen, Anmerkungen) | Anmerkungen |
| Jahr | Titel Album                      | DE | AT | CH | UK | US | Rock | Anmerkungen |
| ---- | -------------------------------- | --- | --- | --- | --- | --- | --- | --- |
| 2019 | 11 Minutes –                     | — | — | — | UK59 Silber · (8 Wo.)UK | — | Rock5 Gold · (19 Wo.)Rock | Erstveröffentlichung: 14. Februar 2019 feat. Halsey & Travis Barker; Verkäufe: + 885.000                                         |
| 2019 | Parents The Underrated Youth     | — | AT— GoldAT | — | UK— GoldUK | — | Rock43 Platin · (13 Wo.)Rock | Erstveröffentlichung: 24. Mai 2019 Verkäufe: + 1.545.000                                                                         |
| 2019 | Die a Little –                   | — | — | — | — | — | Rock41 (1 Wo.)Rock | Erstveröffentlichung: 23. August 2019                                                                                            |
| 2019 | Original Me The Underrated Youth | — | — | — | — | — | Rock7 (13 Wo.)Rock | Erstveröffentlichung: 18. Oktober 2019 mit Dan Reynolds                                                                          |
| 2019 | Tongue Tied –                    | DE100 (1 Wo.)DE | AT70 (7 Wo.)AT | — | UK62 (2 Wo.)UK | — | — | Erstveröffentlichung: 13. November 2019 Verkäufe: + 20.000; mit Marshmello & Blackbear                                           |
| 2020 | Weird!                           | — | — | — | — | — | Rock32 (1 Wo.)Rock | Erstveröffentlichung: 22. April 2020                                                                                             |
| 2020 | Cotton Candy Weird!              | — | — | — | UK98 (1 Wo.)UK | — | — | Erstveröffentlichung: 9. Oktober 2020                                                                                            |
| 2020 | Acting Like That Weird!          | — | — | — | — | — | Rock16 (7 Wo.)Rock | Erstveröffentlichung: 2. Dezember 2020 mit Machine Gun Kelly & Travis Barker                                                     |
| 2021 | Fleabag –                        | — | — | — | UK78 (1 Wo.)UK | — | — | Erstveröffentlichung: 20. August 2021                                                                                            |
| 2022 | The Funeral Yungblud             | — | — | — | UK80 (1 Wo.)UK | — | — | Erstveröffentlichung: 11. März 2022                                                                                              |
| 2025 | Zombie Idols                     | — | — | — | UK71 (… Wo.)UK | — | — | Erstveröffentlichung: 30. Mai 2025                                                                                               |
| 2025 | Changes (Live from Villa Park) – | — | — | — | UK90 (2 Wo.)UK | — | — | Erstveröffentlichung: 18. Juli 2025 Original: Black Sabbath - Changes (1973); feat. Nuno Bettencourt, Frank Bello & Adam Wakeman |

Weitere Singles
- 2017: King Charles
- 2017: I Love You, Will You Marry Me
- 2017: Tin Pan Boy
- 2018: Anarchist
- 2018: Polygraph Eyes
- 2018: 21st Century Liability
- 2018: Falling Skies (feat. Charlotte Lawrence)
- 2018: Psychotic Kids
- 2018: California
- 2018: Medication
- 2018: Machine Gun (F**k the NRA)
- 2018: Kill Somebody
- 2019: Loner
- 2019: Hope for the Underrated Youth
- 2019: Braindead!
- 2019: Casual Sabotage
- 2019: Waiting on the Weekend
- 2020: Strawberry Lipstick
- 2020: Lemonade (mit Denzel Curry)
- 2020: God Save Me, But Don‘t Drown Me Out
- 2020: Cotton Candy
- 2020: Mars
- 2022: Memories (feat. Willow)
- 2022: The Emperor
- 2023: Lowlife
- 2023: Hated
- 2023: Happier (feat. Oliver Sykes)
- 2024: When We Die (Can We Still Get High?) (feat. Lil Yachty)
- 2024: Breakdown
- 2025: Hello Heaven, Hello!
- 2025: Lovesick Lullaby
- 2025: Zombie

### Als Gastmusiker
| Jahr | Titel Album                      | Höchstplatzierung, Gesamtwochen, AuszeichnungChartplatzierungen (Jahr, Titel, Album, Platzierungen, Wochen, Auszeichnungen, Anmerkungen) | Höchstplatzierung, Gesamtwochen, AuszeichnungChartplatzierungen (Jahr, Titel, Album, Platzierungen, Wochen, Auszeichnungen, Anmerkungen) | Höchstplatzierung, Gesamtwochen, AuszeichnungChartplatzierungen (Jahr, Titel, Album, Platzierungen, Wochen, Auszeichnungen, Anmerkungen) | Höchstplatzierung, Gesamtwochen, AuszeichnungChartplatzierungen (Jahr, Titel, Album, Platzierungen, Wochen, Auszeichnungen, Anmerkungen) | Höchstplatzierung, Gesamtwochen, AuszeichnungChartplatzierungen (Jahr, Titel, Album, Platzierungen, Wochen, Auszeichnungen, Anmerkungen) | Höchstplatzierung, Gesamtwochen, AuszeichnungChartplatzierungen (Jahr, Titel, Album, Platzierungen, Wochen, Auszeichnungen, Anmerkungen) | Anmerkungen                                                                                               |
| Jahr | Titel Album                      | DE | AT | CH | UK | US | Rock | Anmerkungen                                                                                               |
| ---- | -------------------------------- | --- | --- | --- | --- | --- | --- | --- |
| 2019 | I Think I’m Okay Hotel Diablo    | — | — | — | UK90 Platin · (3 Wo.)UK | — | Rock3 ×2Doppelplatin · (31 Wo.)Rock | Erstveröffentlichung: 7. Juni 2019 Machine Gun Kelly feat. Yungblud & Travis Barker Verkäufe: + 3.040.000 |
| 2020 | Obey Post Human: Survival Horror | — | — | — | UK37 Silber · (1 Wo.)UK | — | Rock21 (2 Wo.)Rock | Erstveröffentlichung: 2. September 2020 Bring Me the Horizon feat. Yungblud Verkäufe: + 235.000           |
| 2021 | Patience All Over the Place      | — | — | — | UK3 Silber · (9 Wo.)UK | — | — | Erstveröffentlichung: 12. März 2021 KSI feat. Yungblud & Polo G Verkäufe: + 200.000                       |
| 2022 | I’m a Mess Love Sux              | — | — | — | — | — | Rock28 (12 Wo.)Rock | Erstveröffentlichung: 12. März 2021 Avril Lavigne feat. Yungblud                                          |

Weitere Gastbeiträge
- 2020: Times Like These (als Teil von Live Lounge Allstars)

## Musikvideos
- 2017: King Charles
- 2017: I Love You, Will You Marry Me
- 2017: Tin Pan Boy
- 2018: Polygraph Eyes
- 2018: Psychotic Kids
- 2018: Medication
- 2018: Falling Skies (feat. Charlotte Lawrence)
- 2018: Kill Somebody
- 2018: California
- 2019: Loner
- 2019: 11 Minutes (feat. Halsey & Travis Barker)
- 2019: Parents
- 2019: Hope for the Underrated Youth
- 2019: Original Me (feat. Dan Reynolds)
- 2019: Die a Little
- 2019: Tongue Tied (mit Marshmello & blackbear)
- 2020: Weird!
- 2020: Strawberry Lipstick
- 2020: God Save Me, But Don‘t Drown Me Out
- 2020: Cotton Candy
- 2020: Mars
- 2020: Acting Like That (mit Machine Gun Kelly & Travis Barker)
- 2021: Fleabag
- 2022: The Funeral
- 2022: Memories (feat. Willow)
- 2022: Tissues
- 2022: I’m a Mess (mit Avril Lavigne)
- 2023: Lowlife
- 2023: Hated
- 2024: When We Die (Can We Still Get High?) (feat. Lil Yachty)
- 2024: Breakdown
- 2025: Hello Heaven, Hello
- 2025: Lovesick Lullaby
- 2025: Zombie

## Sonderveröffentlichungen
| Jahr | Titel Soundtrack                       | Anmerkungen                                         |
| ---- | -------------------------------------- | --------------------------------------------------- |
| 2022 | Memories NHL23                         | feat. Willow Erstveröffentlichung: 14. Oktober 2022 |
| 2024 | I Was Made for Lovin’ You The Fall Guy | Original: Kiss Erstveröffentlichung: 3. Mai 2024    |

## Statistik

### Chartauswertung
|                     | DE    | AT    | CH    | UK    | US    |
| ------------------- | ----- | ----- | ----- | ----- | ----- |
| Nummer-eins-Alben   | DE—DE | AT1AT | CH—CH | UK3UK | US—US |
| Top-10-Alben        | DE2DE | AT2AT | CH—CH | UK4UK | US—US |
| Alben in den Charts | DE4DE | AT4AT | CH2CH | UK4UK | US3US |

|                       | DE    | AT    | UK     | Rock      |
| --------------------- | ----- | ----- | ------ | --------- |
| Nummer-eins-Singles   | DE—DE | AT—AT | UK—UK  | Rock—Rock |
| Top-10-Singles        | DE—DE | AT—AT | UK1UK  | Rock3Rock |
| Singles in den Charts | DE1DE | AT1AT | UK10UK | Rock9Rock |

### Auszeichnungen für Musikverkäufe
| Goldene Schallplatte - Australien - 2023: für die Single Obey - Brasilien - 2024: für die Single Tongue Tied - Finnland - 2022: für die Single 11 Minutes - Italien - 2023: für die Single I Think I’m Okay - Kanada - 2019: für die Single 11 Minutes - Neuseeland - 2020: für die Single 11 Minutes | Platin-Schallplatte - Australien - 2019: für die Single 11 Minutes - 2020: für die Single I Think I’m Okay - Brasilien - 2024: für die Single Parents - 2024: für die Single 11 Minutes - 2024: für die Single I Think I’m Okay - Finnland - 2022: für die Single I Think I’m Okay - 2022: für die Single Parents - Polen - 2021: für die Single Parents 3× Platin-Schallplatte - Kanada - 2025: für die Single I Think I’m Okay |

Anmerkung: Auszeichnungen in Ländern aus den Charttabellen bzw. Chartboxen sind in ebendiesen zu finden.
| Land/RegionAuszeichnungen für Musikverkäufe (Land/Region, Auszeichnungen, Verkäufe, Quellen) | Silber     | Gold       | Platin       | Verkäufe  | Quellen             |
| -------------------------------------------------------------------------------------------- | ---------- | ---------- | ------------ | --------- | ------------------- |
| Australien (ARIA)                                                                            | —          | Gold1      | 2× Platin2   | 175.000   | aria.com.au         |
| Brasilien (PMB)                                                                              | —          | Gold1      | 3× Platin3   | 100.000   | pro-musicabr.org.br |
| Finnland (IFPI)                                                                              | —          | Gold1      | 2× Platin2   | 100.000   | Einzelnachweise     |
| Italien (FIMI)                                                                               | —          | Gold1      | —            | 50.000    | fimi.it             |
| Kanada (MC)                                                                                  | —          | Gold1      | 3× Platin3   | 280.000   | musiccanada.com     |
| Neuseeland (RMNZ)                                                                            | —          | Gold1      | —            | 15.000    | radioscope.co.nz    |
| Österreich (IFPI)                                                                            | —          | Gold1      | —            | 15.000    | ifpi.at             |
| Polen (ZPAV)                                                                                 | —          | —          | Platin1      | 50.000    | olis.pl             |
| Vereinigte Staaten (RIAA)                                                                    | —          | Gold1      | 3× Platin3   | 3.500.000 | riaa.com            |
| Vereinigtes Königreich (BPI)                                                                 | 4× Silber4 | 3× Gold3   | Platin1      | 1.860.000 | bpi.co.uk           |
| Insgesamt                                                                                    | 4× Silber4 | 10× Gold10 | 15× Platin15 |           |                     |